# 徳岡治
徳岡 治（とくおか おさむ、1968年〈昭和43年〉12月26日 - ）は、日本の裁判官。最高裁判所事務総局人事局長。47期。

## 来歴
- 慶應義塾大学法科大学院卒業。
- 1995年4月12日	  - 	東京地裁判事補
- 1997年4月1日	  - 	最高裁民事局付（東京地裁判事補）
- 1998年4月12日	  - 	最高裁民事局付（東京地裁判事補・東京簡裁判事）
- 2000年4月1日	  - 	東京地裁判事補・東京簡裁判事。民事第2部市村陽典裁判長の右陪審。左陪審は村松秀樹 [注釈 1]。国外出張あり[1]。
- 2002年4月1日	  - 	最高裁広報課付（東京地裁判事補・東京簡裁判事）
- 2004年4月1日	  - 	岡山地家裁判事補・岡山簡裁判事
- 2005年4月12日	  - 	岡山地家裁判事・岡山簡裁判事
- 2007年4月1日	  - 	東京地裁判事・東京簡裁判事
- 2009年4月20日	  - 	最高裁人事局参事官（東京地裁判事・東京簡裁判事）
- 2010年9月13日	  - 	最高裁人事局任用課長・最高裁人事局調査課長（東京地裁判事・東京簡裁判事）
- 2013年4月11日	  - 	東京高裁判事・東京簡裁判事
- 2015年4月1日	  - 	横浜地裁判事・横浜簡裁判事
- 2017年5月21日	  - 	最高裁秘書課長・最高裁広報課長（東京地裁判事・東京簡裁判事）
- 2019年7月16日	  - 	東京地裁判事・東京簡裁判事
- 2020年4月1日	  - 	東京地裁部総括判事・東京簡裁判事
- 2020年7月28日	  - 	最高裁人事局長（東京地裁判事・東京簡裁判事）